# Murcia (autonóm közösség)
Murcia tartomány önállóan alkotja Spanyolország egyik autonóm közösségét. Székhelye Murcia város.

## Földrajz

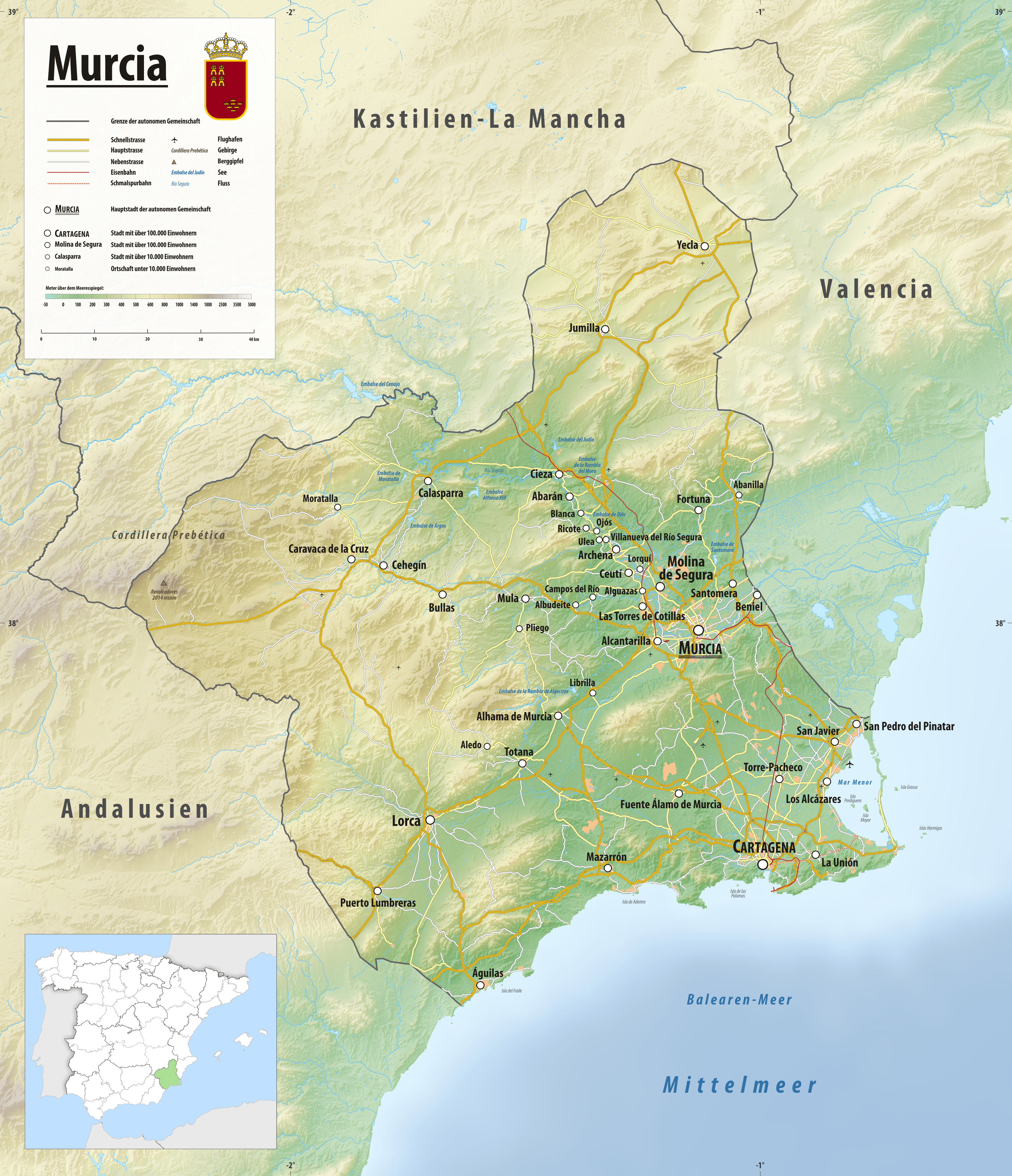
Domborzati térkép

### Fekvése
Az Ibériai-félsziget délkeleti részén, a Földközi-tenger partján található, szomszédai Andalúzia, Valencia és Kasztília-La Mancha autonóm közösségek.

## Közigazgatás

### Járások
A tartomány 12 járásból (spanyolul comarca) áll.
| Murcia járásai | - Altiplano - Alto Guadalentín - Bajo Guadalentín - Huerta de Murcia - Campo de Cartagena - Comarca del Mar Menor (Partido Judicial de San Javier) - Comarca del Noroeste vagy Región del Noroeste - Comarca del Río Mula vagy Cuenca del Río Mula - Región Oriental - Valle de Ricote - Vega Alta del Segura - Vega Media del Segura |

### Községek

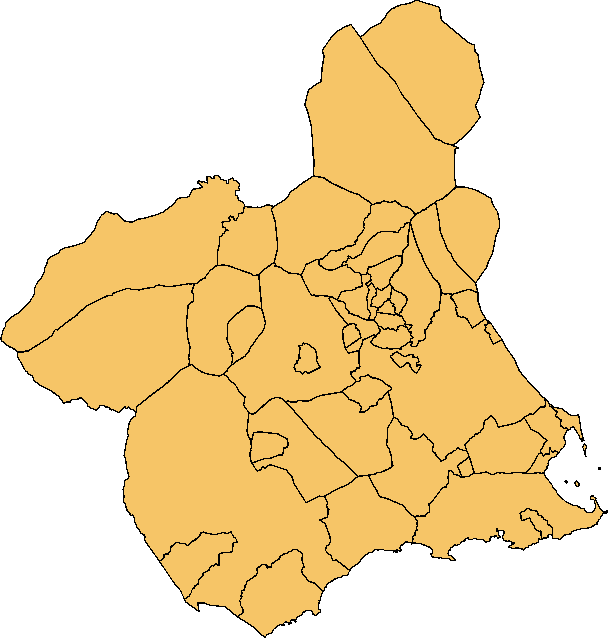
Murcia községei

Murcia területe az alábbi 45 községre (municipio) oszlik.
| - Abanilla - Abarán - Águilas - Albudeite - Alcantarilla - Los Alcázares - Aledo - Alguazas - Alhama de Murcia - Archena - Beniel - Blanca - Bullas - Calasparra - Campos del Río - Caravaca de la Cruz - Cartagena - Cehegín - Ceutí - Cieza - Fortuna - Fuente Álamo de Murcia - Jumilla | - Librilla - Lorca - Lorquí - Mazarrón - Molina de Segura - Moratalla - Mula - Murcia - Ojós - Pliego - Puerto Lumbreras - Ricote - San Javier - San Pedro del Pinatar - Santomera - Torre-Pacheco - Las Torres de Cotillas - Totana - Ulea - La Unión - Villanueva del Río Segura - Yecla |

### Legnagyobb városok

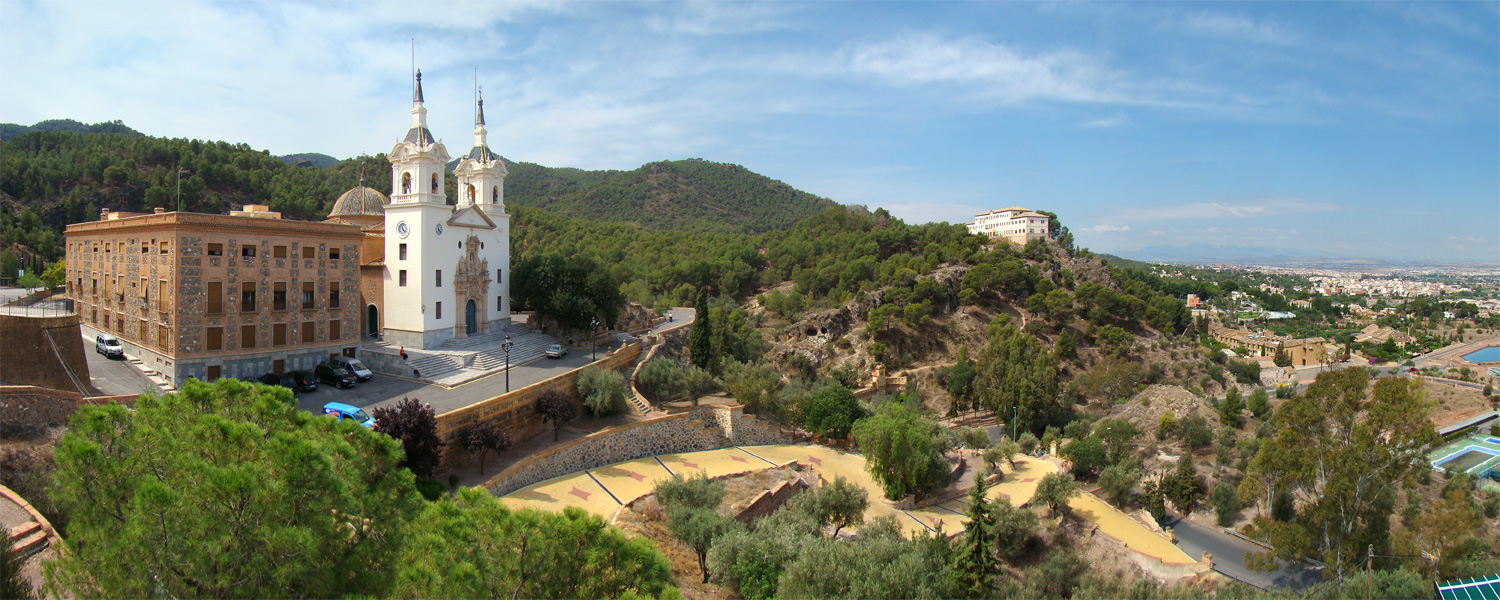
Murcia

| Község           | Népesség (fő, 2019) |
| ---------------- | ------------------- |
| Murcia           | 453 258             |
| Cartagena        | 214 802             |
| Lorca            | 94 404              |
| Molina de Segura | 71 890              |
| Alcantarilla     | 42 048              |
| Mazarrón         | 32 209              |
| Cieza            | 34 988              |
| Águilas          | 35 301              |
| Yecla            | 34 432              |
| Torre-Pacheco    | 35 676              |
| San Javier       | 32 489              |

## Gazdaság
A tartomány vidéke ritkán lakott, kivéve a folyóvölgyet. Mezőgazdaságában fő szerepet játszik a narancs, citrom és  a datolya termesztése. A Földközi-tenger partja a turizmusra van berendezkedve. Bányászatában jelentős az ólom, a cink és a vas bányászata.

## Képek
Természet
|  |  |  |  |

Városok

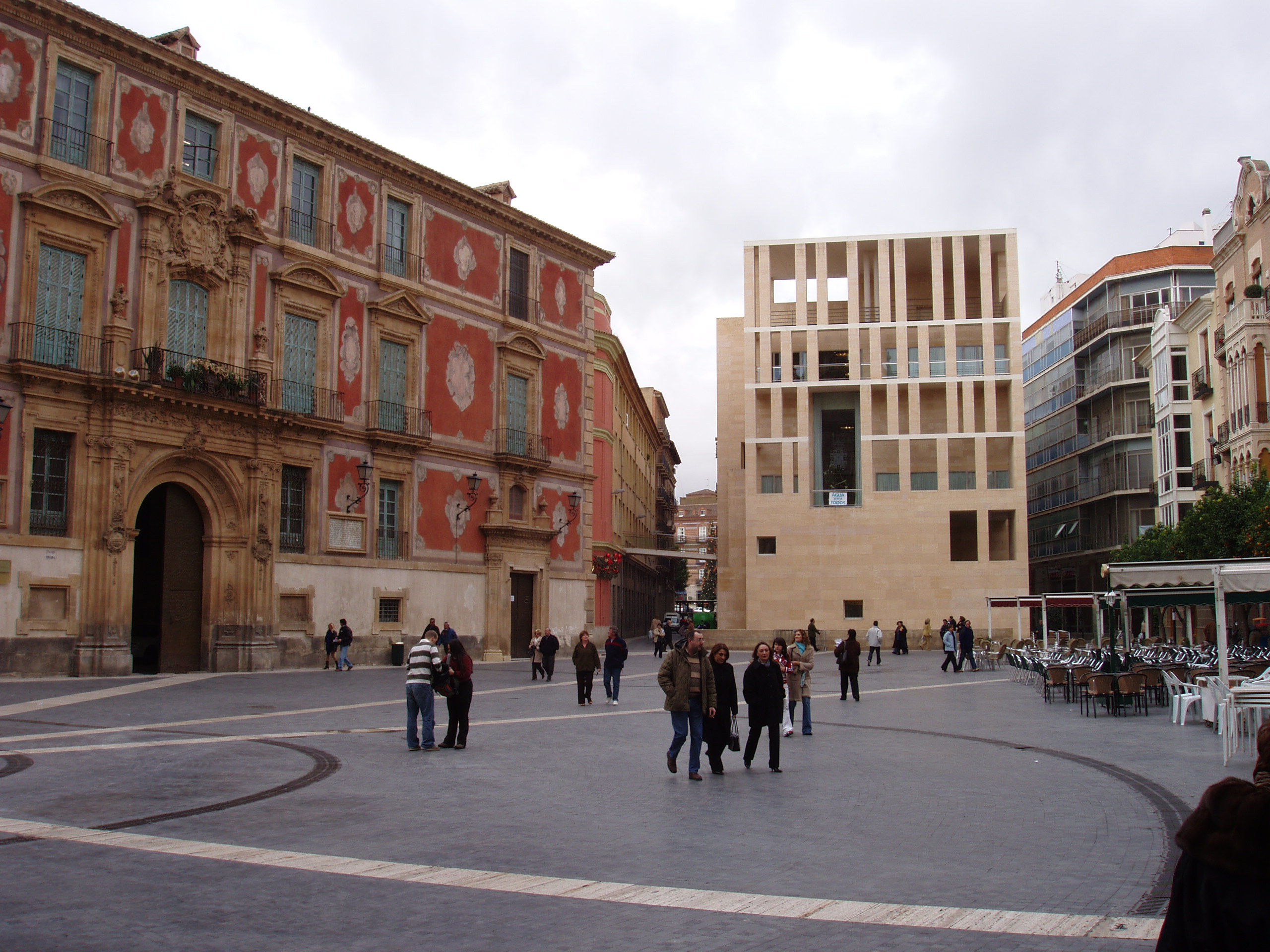
Murcia
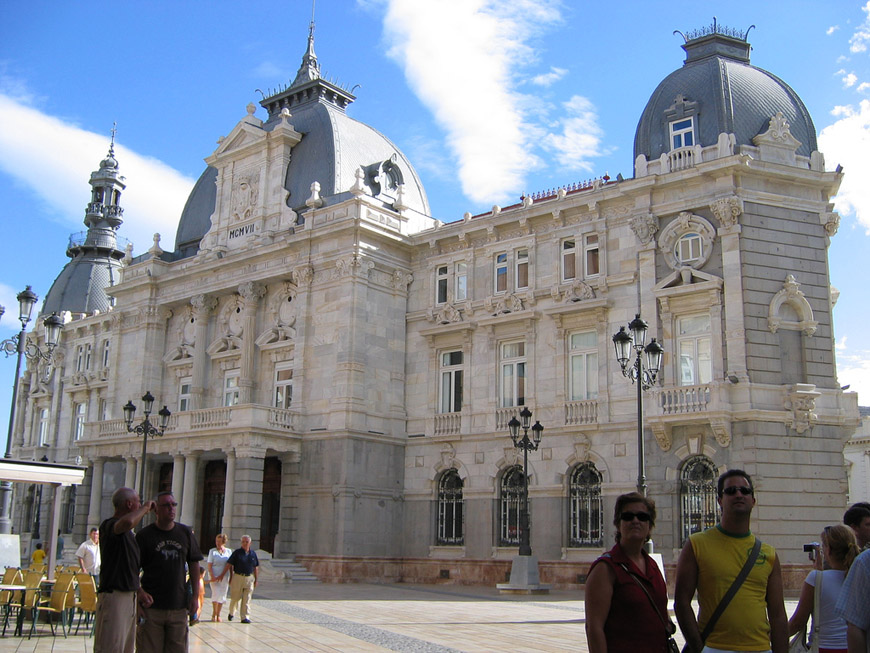
Cartagena
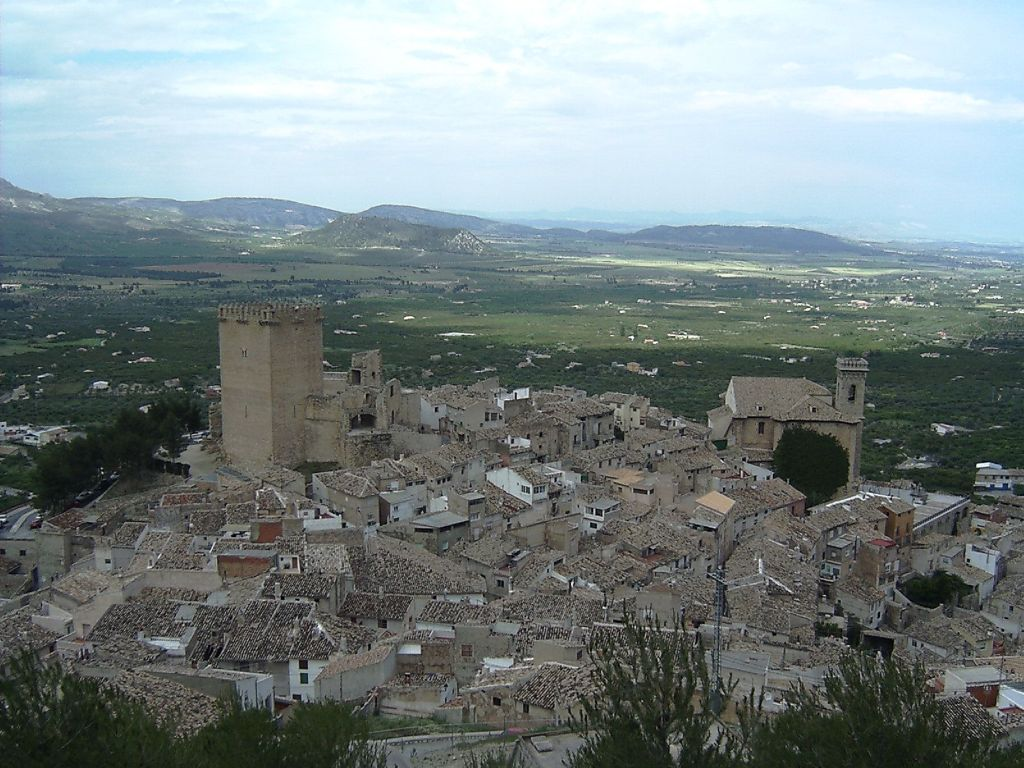
Moratalla
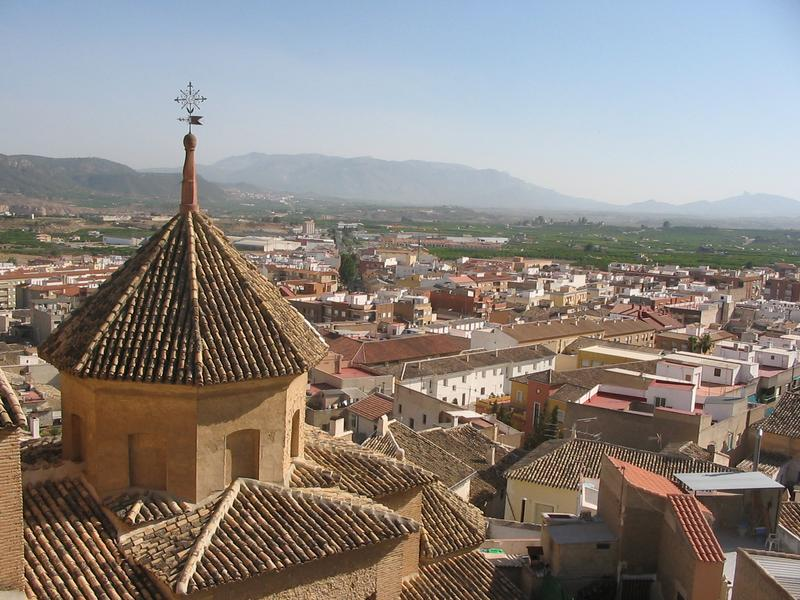
Mula

## Lásd még
- Murciai nacionalizmus